# Pojana Maggiore
Pojana Maggiore (venetisch; auch: Poiana Maggiore) ist eine  italienische Gemeinde (comune) mit 4251 Einwohnern (Stand 31. Dezember 2023) in der Provinz Vicenza,  Region Venetien. 

## Geographie
Die Gemeinde liegt etwa 29 Kilometer südsüdwestlich von Vicenza und grenzt an die Provinzen Padua und Verona.

## Geschichte
Die Gemeinde ist nicht nur durch die mittelalterliche Burganlage, sondern insbesondere durch die Villa Pojana, ein Frühwerk von Andrea Palladio, bekannt geworden.

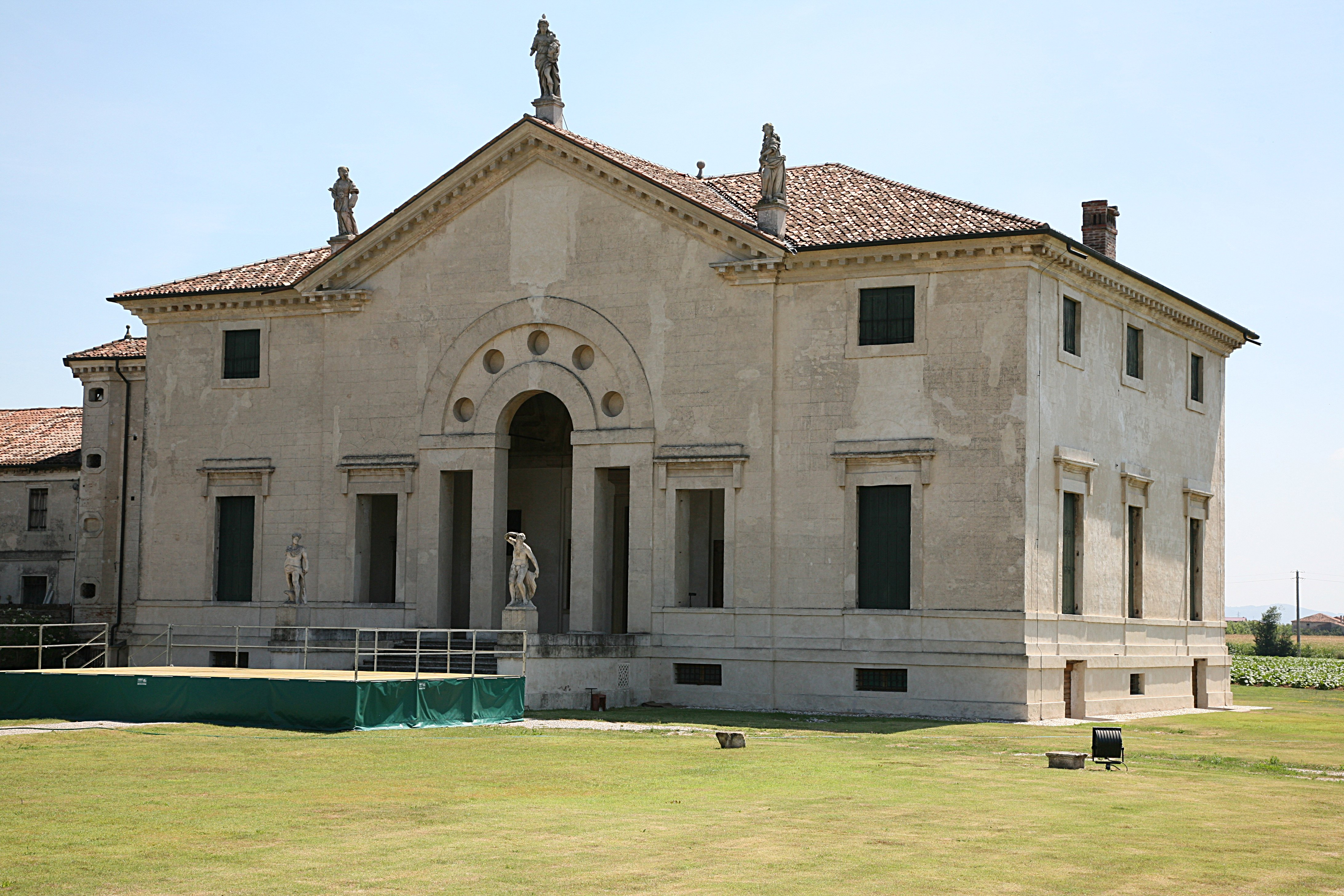
Villa Pojana

## Persönlichkeiten
- Antonio Magarotto (1891–1966), Pädagoge